# Jeannette Schmidt Degener
Jeannette Schmidt Degener (* 1926 oder 1927; † 19. Februar 2017 in Montauban) war eine nigrische Unternehmerin und Politikerin.

## Leben
Jeannette Schmidt Degener war die Tochter einer Targia und eines Franzosen. Ihr Großvater mütterlicherseits namens Kaocen war Anführer einer Revolte gegen die Kolonialmacht Frankreich im Aïr in den Jahren 1916 und 1917.
Schmidt Degener arbeitete als Import-Export-Unternehmerin und besaß mehrere Hotels und Bars. Sie wurde 1960 Mitglied der Nigrischen Fortschrittspartei (PPN-RDA), der damaligen Einheitspartei Nigers, und der Frauenorganisation Union des Femmes du Niger (UFN). Anfang der 1990er Jahre trat sie der Partei Demokratische und soziale Versammlung (CDS-Rahama) bei, die von 1993 bis 1996 mit Mahamane Ousmane den Staatspräsidenten Nigers stellte. Nach dem Sturz Ousmanes durch Ibrahim Baré Maïnassara schloss sich Schmidt Degener dem Unterstützungskomitee Baré Maïnassaras an und wurde Mitglied von dessen neugegründeter Partei Nationale Union der Unabhängigen für die demokratische Erneuerung (UNIRD).
Sie wurde bei den Parlamentswahlen von 1996 im Wahlkreis Commune I der Hauptstadt Niamey in die Nationalversammlung gewählt, der sie bis 1999 angehörte. Schmidt Degener war in dieser Periode die einzige weibliche Abgeordnete. Als erste Frau überhaupt wurde sie zur vierten Vizepräsidentin des Büros der Nationalversammlung gewählt. Sie setzte sich erfolgreich dafür ein, das gesetzliche Mindestalter für die Eheschließung bei Mädchen von 12 auf 16 Jahre heraufzusetzen.
Jeannette Schmidt Degener war mit einem Honorarkonsul der Niederlande in Niger verheiratet und hatte fünf Kinder.